# Filiberto Salmerón Apolinar
Filiberto Salmerón Apolinar (Tlapehuala, 20 de diciembre de 1905 -  7 de mayo de 1998) fue un músico, compositor y virtuoso violinista calentano. Se presentó en múltiples foros, entre ellos en el Palacio de Bellas Artes de la Ciudad de México, así como en canales de televisión y de radio nacionales (canal 4 de Televisa, Radio UNAM) y extranjeros. Creó cerca de 65 composiciones entre las que se encuentran el "Son de Tierra Caliente" o Son "El Bermejo", "El Guerrerense"  y "Tlapehuala hermoso", e hizo múltiples grabaciones.

## Biografía
Sus padres fueron el músico Alberto Salmerón y María de los Ángeles Apolinar. A los cinco años de edad, en plena Revolución Mexicana, comienza su afición por la música. Además de la música recuerda Filiberto con nostalgia los juegos de su niñez ("que se riegue la cebolla", "pico manduríco", "Doña Blanca", la matatena, "Emiliano no está aquí", el "pelénche", "gurrión", "burrión", "naranja dulce", "los encantados", "la timba" y los "juegos de los huesitos" o caporales). A los diez años se integra en el grupo de música tradicional, conformada por su tío y maestro J. Isaías Salmerón, alias El Chicharito (violín segundo), Jesús Salmerón (guitarra séptima), Alberto Salmerón (guitarra panzona) y Feliciano Merlán (tamborita). Esta relación musical se extiende hasta 1927, año en que empieza un nuevo grupo con su papá.
Una de sus mayores creaciones musicales es "El Jarabe Calentano", en donde resguarda música y vocabulario que se usaba en su región en el siglo XIX y XX.
De acuerdo a la tesis "LA FAMILIA SALMERÓN. UNA VENTANA AL SISTEMA MUSICAL DE TIERRA CALIENTE DE LA DEPRESIÓN DEL RÍO BALSAS 1900-1950" de Camilo Camacho, el maestro Filiberto Salmerón se presentó en tres ocasiones en el Palacio de Bellas Artes (Ciudad de México).
El mercado municipal de Tlapehuala, municipio del estado de Guerrero, lleva su nombre. Además, a partir de 1998, todos los años se organiza en Tlapehuala el evento "Una Tradición Tres Generaciones", en donde se le hace homenaje al maestro Filiberto y a otros integrantes de la familia Salmerón.

## Discografía
- Música y Canciones de Michoacán (1971)
- Saludos Guerrerenses (1975)
- Canciones, Sones y Gustos (1976)
- Valses, Marchas, Pasos Dobles, Sones y Polkas (1977)
- Arturo Villela con Filiberto Salmerón y su Grupo (1977)
- Filiberto Salmerón y su Conjunto (1983)
- Filiberto Salmerón y su Conjunto, volumen dos (1983)[6]
- Filiberto Salmerón y su Conjunto, Éxitos Calentanos (1992)
- Canciones Guerrerenses (1993) con Arturo Villela[7]